# Rhyacophila tucula
Rhyacophila tucula là một loài Trichoptera trong họ Rhyacophilidae. Chúng phân bố ở miền Tân bắc.